# 阿尔法·卡里姆·拉德哈瓦
阿尔法·卡里姆·拉德哈瓦（1995年2月2日—2012年1月14日），巴基斯坦学生、电脑奇才。2004年，仅9岁时成为微软认证工程师（MCP），是全球年紀最小的微软认证工程师。2012年1月14日，因癫痫发作引起的心肌梗塞去世。